# Bispo-laranja
O Bispo-laranja (Euplectes franciscanus) é uma espécie de ave da família Ploceidae.

## Distribuição geográfica
Pode ser encontrada nos seguintes países: Benin, Bermudas, Burkina Faso, Camarões, República Centro-Africana, Chade, República Democrática do Congo, Costa do Marfim, Eritreia, Etiópia, Gambia, Gana, Guiné, Guiné-Bissau, Quénia, Mali, Martinica, Portugal , Mauritânia, Níger, Nigéria, Porto Rico, Senegal, Serra Leoa, Somália, Sudão, Togo, Uganda e Barreiro.